# اندرو وایتن
اندرو وایتن (انگلیسی: Andrew Whiten; ۱۹۴۸ (۷۶–۷۷ سال) – ) جانورشناس، و روان‌شناس اهل بریتانیا بود.
وی همچنین برندهٔ جوایزی همچون عضو آکادمی بریتانیا شده‌است.